# Библиография Владимира Маяковского

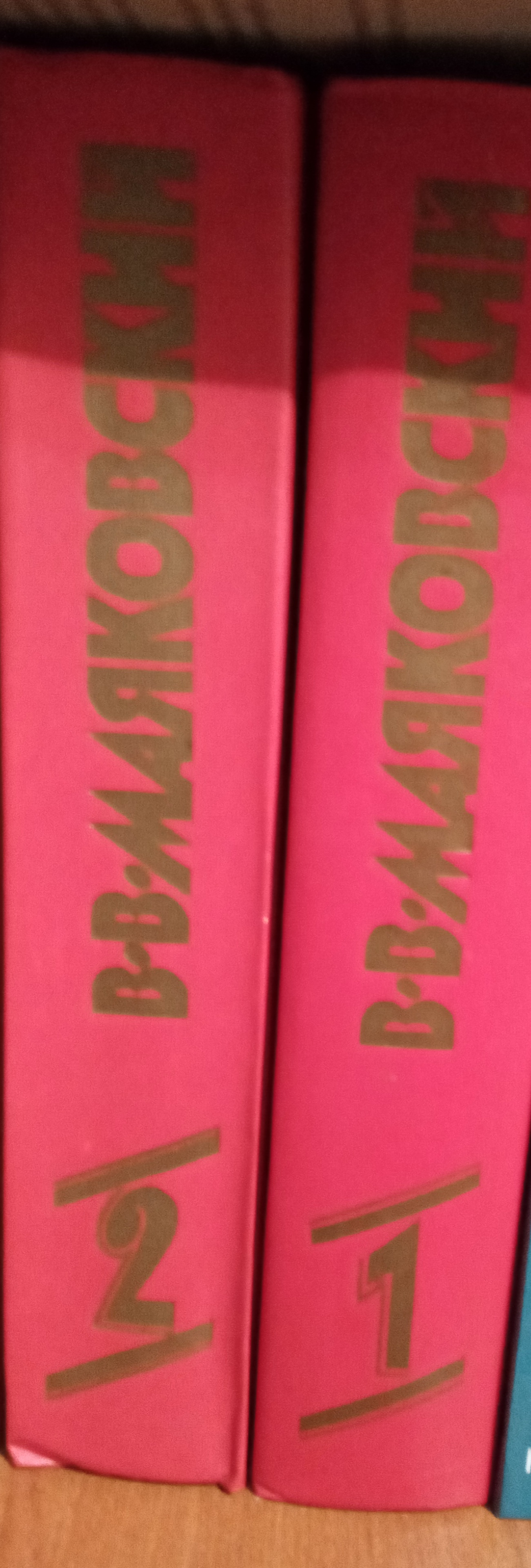
Владимир Маяковский"Сочинения в 2 томах".Москва,издательство Правда,1987,6000000 экземпляров

Библиография Владимира Маяковского — полное собрание всех сочинений Маяковского, которые он написал в годы своей жизни (1893—1930).

Всего было написано около 200 произведений.

## Автобиография[2]
- «Моё открытие Америки». 1926.
- «Как делать стихи?». 1926.
- «Я сам». 1928.

## Поэмы
1. «Облако в штанах». 1914-1915.
2. «Флейта-позвоночник». 1915.
3. «Война и мир». 1915-1916.
4. «Человек». 1916-1917.
5. «150 000 000». 1919.
6. «Люблю». 1921-1922.
7. «Про это». 1923.
8. «Владимир Ильич Ленин». 1924.
9. «Летающий пролетарий». 1925.
10. «Хорошо!». 1927.
11. «Во весь голос». 1930.

## Пьесы
1. «Владимир Маяковский». 1913.
2. «Мистерия-Буфф». 1918, второй вариант 1921.
3. «Клоп». 1928.
4. «Баня». 1930.

## Стихотворения

### 1912 год
1. «Ночь»
2. «Утро»
3. «Порт»

### 1913 год
1. «Из улицы в улицу»
2. «А Вы могли бы?»
3. «Вывескам»
4. «Я»
По мостовой
Несколько слов о моей жене
Несколько слов о моей маме
Несколько слов обо мне самом
5. «От усталости»
6. «Адище города»
7. «Нате!»
8. «Ничего не понимают»

### 1914 год
1. а все-таки»
2. «кофта фата»
3. «Облако в штанах»
4. «Послушайте!».
5. «скрипка и немножко нервно»

### 1915 год
1. «Я и Наполеон»
2. «Вам»
3. «Гимн судье»
4. «Гимн учёному»
5. «Военно-морская любовь»
6. «Гимн здоровью»
7. «Гимн критику»
8. «Гимн обеду»
9. «Вот так я и сделался собакой»
10. «Великолепные нелепости»
11. «Гимн взятке»
12. «Внимательное отношение к взяточникам»
13. «Чудовищные похороны»

### 1916 год
1. «Эй!»
2. «Дешёвая распродажа»
3. «Надоело»
4. «Хвои»
5. «Последняя петербургская сказка»
6. «России»
7. «Лиличка!»
8. «Ко всему»
9. «Себе, любимому, посвящает автор эти строки»

### 1917 год
1. «Братья писатели»
2. «Революция». 19 апреля
3. «Сказка о Красной Шапочке»
4. «К ответу»
5. «Наш марш»

### 1918 год
1. «Хорошее отношение к лошадям»
2. «Ода революции»
3. «Приказ по армии искусства»
4. «Поэт рабочий»
5. «Той стороне»
6. «Левый марш»

### 1919 год
1. «Потрясающие факты»
2. «Мы идём»
3. «Советская азбука»
4. «Рабочий! Глупость беспартийную выкинь…». Октябрь
5. «Песня рязанского мужика». Октябрь

### 1920 год
1. «Оружие Антанты — деньги…». Июль
2. «Если жить вразброд, как махновцы хотят…». Июль
3. «История про бублики и про бабу, не признающую республики». Август
4. «Красный ёж»
5. «Отношение к барышне»
6. «Владимир Ильич»
7. «Необычайное приключение, бывшее с Владимиром Маяковским летом на даче»
8. «Рассказ про то, как кума о Врангеле толковала без всякого ума»
9. «Гейнеобразное»
10. «Портсигар в траву ушел на треть…»
11. «Последняя страничка гражданской войны»
12. «О дряни»

### 1921 год
1. «Два не совсем обычных случая»
2. «Стихотворение о Мясницкой, о бабе и о всероссийском масштабе»
3. «Приказ № 2 армии искусств»

### 1922 год
1. «Прозаседавшиеся»
2. «Сволочи!»
3. «Бюрократиада»
4. «Моя речь на генуэзской конференции»
5. «Германия»

### 1923 год
1. «О поэтах»
2. «О „фиасках“, „апогеях“ и других неведомых вещах»
3. «Париж»
4. «Газетный день»
5. «Мы не верим!»
6. «Тресты»
7. «17 апреля»
8. «Весенний вопрос»
9. «Универсальный ответ»
10. «Воровский»
11. «Баку»
12. «Молодая гвардия»
13. «Нордерней»
14. «Москва-Кёнигсберг». 6 сентября
15. «Киев»

### 1924 год
1. «9-е января»
2. «Будь готов!»
3. «Буржуй,— прощайся с приятными деньками — добьем окончательно твердыми деньгами»
4. «Владикавказ — Тифлис»
5. «Два Берлина»
6. «Дипломатическое»
7. «Гулом восстаний, на эхо помноженным»
8. «Здравствуйте!»
9. «Киев»
10. «Комсомольская»
11. «Маленькая разница («В Европе…»)»,
12. «На помощь»
13. «На учет каждая мелочишка»
14. «Посмеёмся!»
15. «Пролетарий, в зародыше задуши войну!»
16. «Протестую!»
17. «Прочь руки от Китая!»
18. «Севастополь — Ялта»
19. «Селькор»
20. «Тамара и демон»
21. «Твердые деньги — твердая почва для смычки крестьянина и рабочего»
22. «Ух, и весело!»
23. «Хулиганщина»
24. «Юбилейное»

### 1925 год
1. «Вот для чего мужику самолет»
2. «Выволакивайте будущее!»
3. «Даешь мотор!»
4. «Два мая»
5. «Красная зависть»
6. «Май»
7. «Немножко утопии про то, как пойдет метрошка»
8. «О. Д. В. Ф.»
9. «Рабкор («„Ключи счастья“ напишет…»)»
10. «Рабкор («Лбом пробив безграмотья горы…»)»
11. «Третий фронт»
12. «Флаг»
13. «Ялта — Новороссийск»
14. «Бруклинский мост»

### 1926 год[3]
1. «Сергею Есенину»
2. «Марксизм — оружие…» 19 апреля
3. «Четырёхэтажная халтура»
4. «Разговор с фининспектором о поэзии»
5. «Передовая передового»
6. «Взяточники»
7. «В повестку дня»
8. «Протекция»
9. «Любовь»
10. «Послание пролетарским поэтам»
11. «Фабрика бюрократов»
12. «Товарищу Нетте» 15 июля
13. «Ужасающая фамильярность»
14. «Канцелярские привычки»
15. «Хулиган»
16. «Разговор на одесском рейде десантных судов»
17. «Письмо писателя Маяковского писателю Горькому»
18. «Долг Украине»
19. «Октябрь»

### 1927 год[4]
1. «Стабилизация быта»
2. «Бумажные ужасы»
3. «Нашему юношеству»
4. «По городам союза»
5. «Моя речь на показательном процессе по случаю возможного скандала с лекциями профессора Шенгели»
6. «За что боролись?»
7. «Даёшь изячную жизнь»
8. «Вместо оды»
9. «Лучший стих»
10. «Ленин с нами!»
11. «Весна»
12. «Осторожный марш»
13. «Венера Милосская и Вячеслав Полонский»
14. «Господин „Народный артист“»
15. «Ну, что ж!»
16. «Общее руководство для начинающих подхалим»
17. «Крым»
18. «Товарищ Иванов»
19. «Посмотрим сами, покажем им»
20. «Иван Иван Гонорарчиков»
21. «Чудеса»
22. «Маруся отравилась»
23. «Письмо к любимой Молчанова, брошенной им»
24. «Массам непонятно»

### 1928 год[5]
1. «Без руля и без вертил»
2. «Екатеринбург-Свердловск»
3. «Рассказ литейщика Ивана Козырёва о вселении в новую квартиру»
4. «Император»
5. «Письмо Татьяне Яковлевой»

### 1929 год[6]
1. «Разговор с товарищем Лениным»
2. «Перекопский энтузиазм»
3. «Мрачное о юмористах»
4. «Урожайный марш»
5. «Душа общества»
6. «Кандидат из партии»
7. «Вонзай самокритику»
8. «На западе всё спокойно»
9. «Парижанка»
10. «Красавицы»
11. «Стихи о советском паспорте»
12. «Американцы удивляются»
13. «Пример, не достойный подражания»
14. «Птичка Божия»
15. «Стихи о Фоме»
16. «Я счастлив»
17. «Рассказ Хренова о Кузнецкстрое и о людях Кузнецка»
18. «Особое мнение»
19. «Даёшь материальную базу»
20. «Любители затруднений»

### 1930 год[6]
1. «Уже второй. Должно быть, ты легла…»
2. «Марш ударных бригад»
3. «Ленинцы»

## Прижизненные издания
Выборочно:
- В. В. Маяковский Я: [Стихи] — Иллюстрации худож. Льва Жегина (Шехтеля) и Василия Чекрыгина, обложка автора В. Маяковского. — М.: Изд-во Г. Л. Кузьмина и С. Д. Долинского, 1913. — Отпечатано литографским способом — 300 экз. [В сборник вошло четыре стихотворения: «По мостовой моей души изъезженной…», «Несколько слов о моей жене», «Несколько слов о моей маме» и «Несколько слов обо мне самом»][7]
- В. В. Маяковский Война и мир: [Поэма]. — Петроград: Парус, 1917. — 48 с. с нотами. 
  - В. В. Маяковский Война и мир. — 2-е изд. — М. [Пг.: Парус. 1919]: ИМО, 1919. — 37, [2] с. с нотами; 24 000 экз.
  - В. В. Маяковский Война и мир: [Поэма]. — Облож. худож. В. Изенберга. — Л.: Государственное издательство, 1924. — 54, [1] с. с нотами; 5000 экз.
- В. В. Маяковский Мистерия-Буфф: героическое, эпическое и сатирическое изображение нашей эпохи, сделанное Владимиром Маяковским: 1918 год: 3 действия 5 картин. — Петроград: ИМО, 1918. — 78, [1] с.
- В. В. Маяковский Всё сочиненное Владимиром Маяковским. 1909-1919. — Посв. Лиле. — Вступит. слово автора. — [Петроград]: [ИМО], [1919]. — 283 с.
- Книга вышла без указания фамилии автора 150.000.000: [Поэма]. — М.: Гос. изд-во, 1921. — 70 с.; 5000 экз. (Российская Советская Федеративная Социалистическая Республика. Пролетарии всех стран, соединяйтесь!)
- * В. В. Маяковский Маяковский издевается. Первая Книжица Сатиры. — 2-е изд. — посвящается Л.Ю.Б. — М.: Вхутемас, 1922. — 48 с.;  (МАФ. Московская — в будущем международная ассоциация футуристов. Серия поэтов; № 3)
- В. В. Маяковский 13 лет работы. Т. 1; Т. 2. — Обложка худож. А. Лавинского. — М.:Вхутемас, 1922. — 464 с. [Двухтомник посвящается ЛЮБ]
- В. В. Маяковский Солнце: Поэма. — Обл. и рис. М. Ларионова. — М.: Круг, 1923. — 32 с.; ил.
- В. В. Маяковский Про это: поэма. — На обл. портрет Л. Брик — Цинкография В.Ц.И.К.; [Фотомонтаж обл. и ил. конструктивиста Родченко; Фотографии Вассермана, Капустянского, Штеренберга]. — М.: Гос. изд-во, 1923. — 44 с., [8] л. ил.; 3000 экз.
- В. В. Маяковский Стихи о революции: октябрь, февраль, голод, Европа, искусство, смешное. — 2-е доп. изд. — М.: Красная новь, 1923. — 124 с. [В издательской конструктивистской двуцветной обложке]
- В. В. Маяковский 255 страниц Маяковского. Кн. 1.: Я сам; Война и мир; Мистерия Буфф; 150 000 000. — М.—[Петербург]: Государственное издательство, 1923. — 255 с., [1] л. портр.; 7000 экз.
- В. В. Маяковский Избранный Маяковский: [Сборник стихотворений]. — Берлин; Москва: Накануне, 1923. — 260 с., 1л. фронт.; портр.; 5000 экз.
- В. В. Маяковский Вещи этого года. До 1-го августа 1923 г.: [Сборник стихотворений]. — Берлин: Накануне, [1924]. — 108, [2] с.
- В. В. Маяковский Париж: [Стихи] — М.: Московский рабочий; Мосполиграф, 1925; — 5000 экз.
- В. В. Маяковский Владимир Ильич Ленин: [Поэма]. — М.—Л.: Государственное издательство, 1925. — 94, [1] с. [Напеч. в Ленинграде]
  - В. В. Маяковский Владимир Ильич Ленин: Поэма. — М.—Л.: Государственное издательство: [Москва: 1-я Образцовая типография], 1927. — 124 с., [4] с.
- В. В. Маяковский Песни крестьянам. — М.: Долой неграмотность, 1925. — 168 с.
- В. В. Маяковский НО. С: (новые стихи). — [обл. работы худ. А. М. Родченко]. — М.: Федерация, 1926. — 107, [1] с., [1] л. портр.; 3000 экз.
- В. В. Маяковский Избранное из избранного. — М.: Изд. О-во «Огонёк», 1926. — портр.; 55 с.; 18 000 экз. (Библ. „Огонёк“, № 191)
- В. В. Маяковский Хорошо!: Октябрьская поэма. — Изд. 2-е. — М.—Л.: Государственное издательство: типография "Красный пролетарий", 1928. — 104 с.
- В. В. Маяковский Клоп: Феерическая комедия. Девять картин. — М.—Л.: Госиздат, 1929. — 69, [2] с.
- В. В. Маяковский Туда и обратно: [Стихи]. — [Обл. работы А. М. Родченко]. — М.: Федерация, 1930. — 96 с.; 3000 экз.
- В. В. Маяковский Без доклада не входить: [Стихи]. — Облож. худож. С. Сенькин. — М.—Л.: Госиздат; Москва: типография "Красный пролетарий", 1930. — 110, [2] с.; 3000 экз.
- В. В. Маяковский Избранный Маяковский 1910—1930. — Рига: Книгоиздательство «Грамату драугсъ», Петроцерковная площадь, 1930. — 160 с.